# Fernando dos Santos Pedro
Fernando dos Santos Pedro (Belo Horizonte, 1 de marzo de 1999) es un futbolista brasileño que juega de delantero en el Red Bull Bragantino del Campeonato Brasileño de Serie A.

## Trayectoria
Comenzó su carrera deportiva en el Palmeiras en 2017, marchándose en 2018 al Shakhtar Donetsk.
En 2019 fue cedido al Sporting de Lisboa.
El 21 de abril de 2022 el Red Bull Salzburgo anunció su fichaje para los siguientes cinco años, incorporándose de manera inmediata al equipo para entrenar pero sin poder competir hasta la temporada 2022-23. Su etapa en el club estuvo marcada por las lesiones, pudiendo jugar solo 27 partidos en los que marcó doce goles y dio ocho asistencias, y en enero de 2025 regresó a Brasil de la mano del Red Bull Bragantino.

## Selección nacional
Fue internacional sub-20 con la selección de fútbol de Brasil.

## Estadísticas

### Clubes
Actualizado al último partido disputado el 7 de abril de 2024.
| Club                         | Div.          | Temporada     | Liga  | Liga  | Estatal | Estatal | Copas nacionales | Copas nacionales | Copas internacionales | Copas internacionales | Total | Total |
| Club                         | Div.          | Temporada     | Part. | Goles | Part.   | Goles   | Part.            | Goles            | Part.                 | Goles                 | Part. | Goles |
| ---------------------------- | ------------- | ------------- | ----- | ----- | ------- | ------- | ---------------- | ---------------- | --------------------- | --------------------- | ----- | ----- |
| S. E. Palmeiras · Brasil     | 1.ª           | 2017          | 1     | 0     | 0       | 0       | 0                | 0                | 0                     | 0                     | 1     | 0     |
| S. E. Palmeiras · Brasil     | 1.ª           | 2018          | 0     | 0     | 1       | 1       | 0                | 0                | 0                     | 0                     | 1     | 1     |
| S. E. Palmeiras · Brasil     | Total club    | Total club    | 1     | 0     | 1       | 1       | 0                | 0                | 0                     | 0                     | 2     | 1     |
| FK Shajtar Donetsk · Ucrania | 1.ª           | 2018-19       | 18    | 2     | ―       | ―       | 2                | 0                | 2                     | 0                     | 22    | 2     |
| Sporting de Lisboa Portugal  | 1.ª           | 2019-20       | 0     | 0     | ―       | ―       | 0                | 0                | 0                     | 0                     | 0     | 0     |
| FK Shajtar Donetsk · Ucrania | 1.ª           | 2019-20       | 9     | 1     | ―       | ―       | 0                | 0                | 1                     | 0                     | 10    | 1     |
| FK Shajtar Donetsk · Ucrania | 1.ª           | 2020-21       | 17    | 1     | ―       | ―       | 2                | 0                | 4                     | 0                     | 23    | 1     |
| FK Shajtar Donetsk · Ucrania | 1.ª           | 2021-22       | 7     | 5     | ―       | ―       | 1                | 1                | 6                     | 2                     | 14    | 8     |
| FK Shajtar Donetsk · Ucrania | Total club    | Total club    | 51    | 9     | 0       | 0       | 5                | 1                | 13                    | 2                     | 69    | 12    |
| Red Bull Salzburgo · Austria | 1.ª           | 2022-23       | 9     | 6     | ―       | ―       | 2                | 0                | 3                     | 0                     | 13    | 6     |
| Red Bull Salzburgo · Austria | 1.ª           | 2023-24       | 11    | 4     | —       | —       | 2                | 2                | 1                     | 0                     | 14    | 6     |
| Red Bull Salzburgo · Austria | 1.ª           | 2024-25       | 0     | 0     | —       | —       | —                | —                | —                     | —                     | 0     | 0     |
| Red Bull Salzburgo · Austria | Total club    | Total club    | 20    | 10    | 0       | 0       | 4                | 2                | 4                     | 0                     | 27    | 12    |
| Total carrera                | Total carrera | Total carrera | 72    | 19    | 1       | 1       | 9                | 3                | 17                    | 2                     | 99    | 25    |

## Palmarés

### Títulos nacionales
| Título                  | Club                   | País    | Año  |
| ----------------------- | ---------------------- | ------- | ---- |
| Copa de Ucrania         | F. K. Shakhtar Donetsk | Ucrania | 2019 |
| Liga Premier de Ucrania | F. K. Shakhtar Donetsk | Ucrania | 2019 |
| Liga Premier de Ucrania | F. K. Shakhtar Donetsk | Ucrania | 2020 |
| Supercopa de Ucrania    | F. K. Shakhtar Donetsk | Ucrania | 2021 |
| Bundesliga              | Red Bull Salzburgo     | Austria | 2023 |